# Pałac Młodzieży w Warszawie

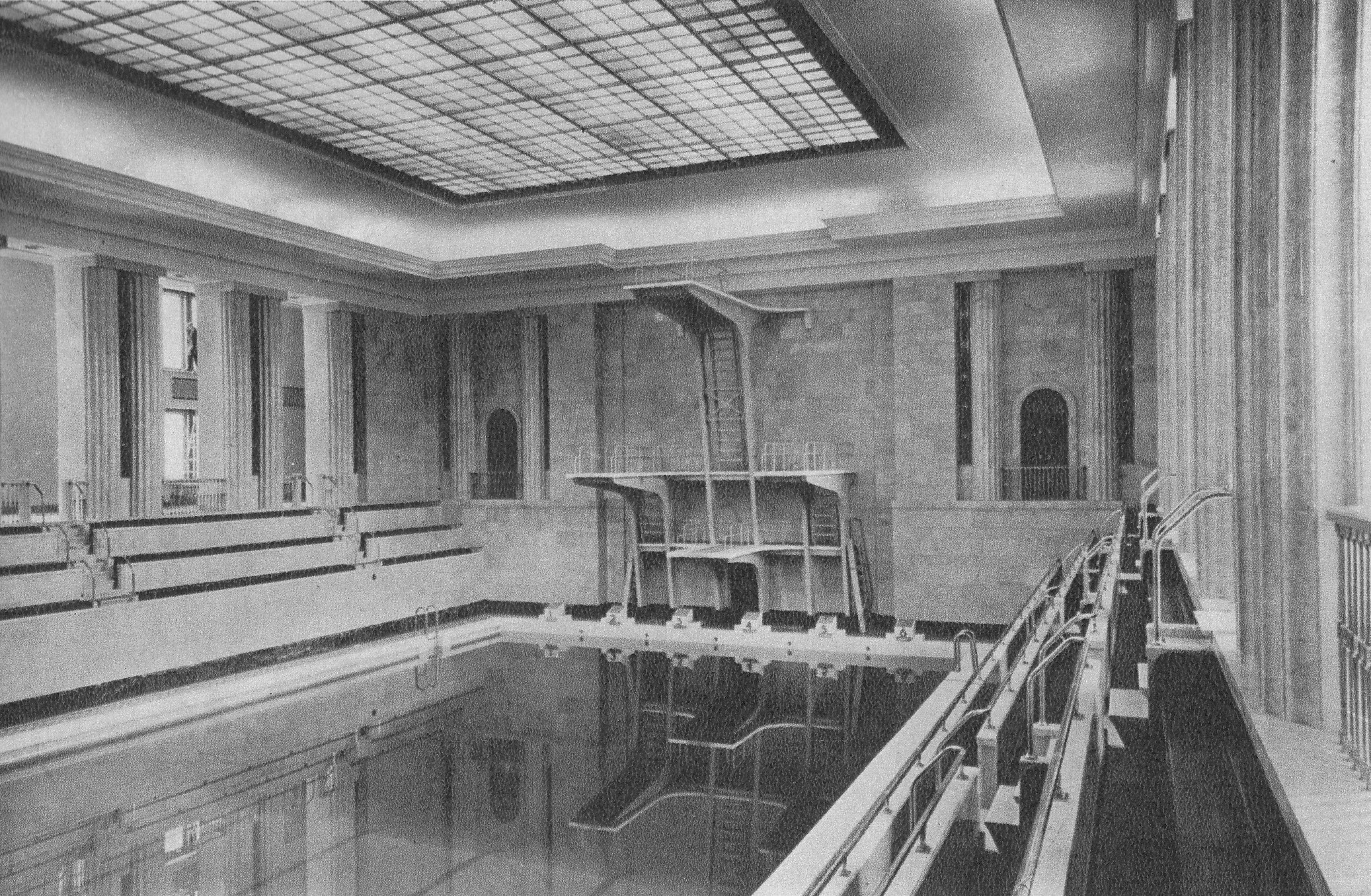
Basen w Pałacu Młodzieży w latach 50.

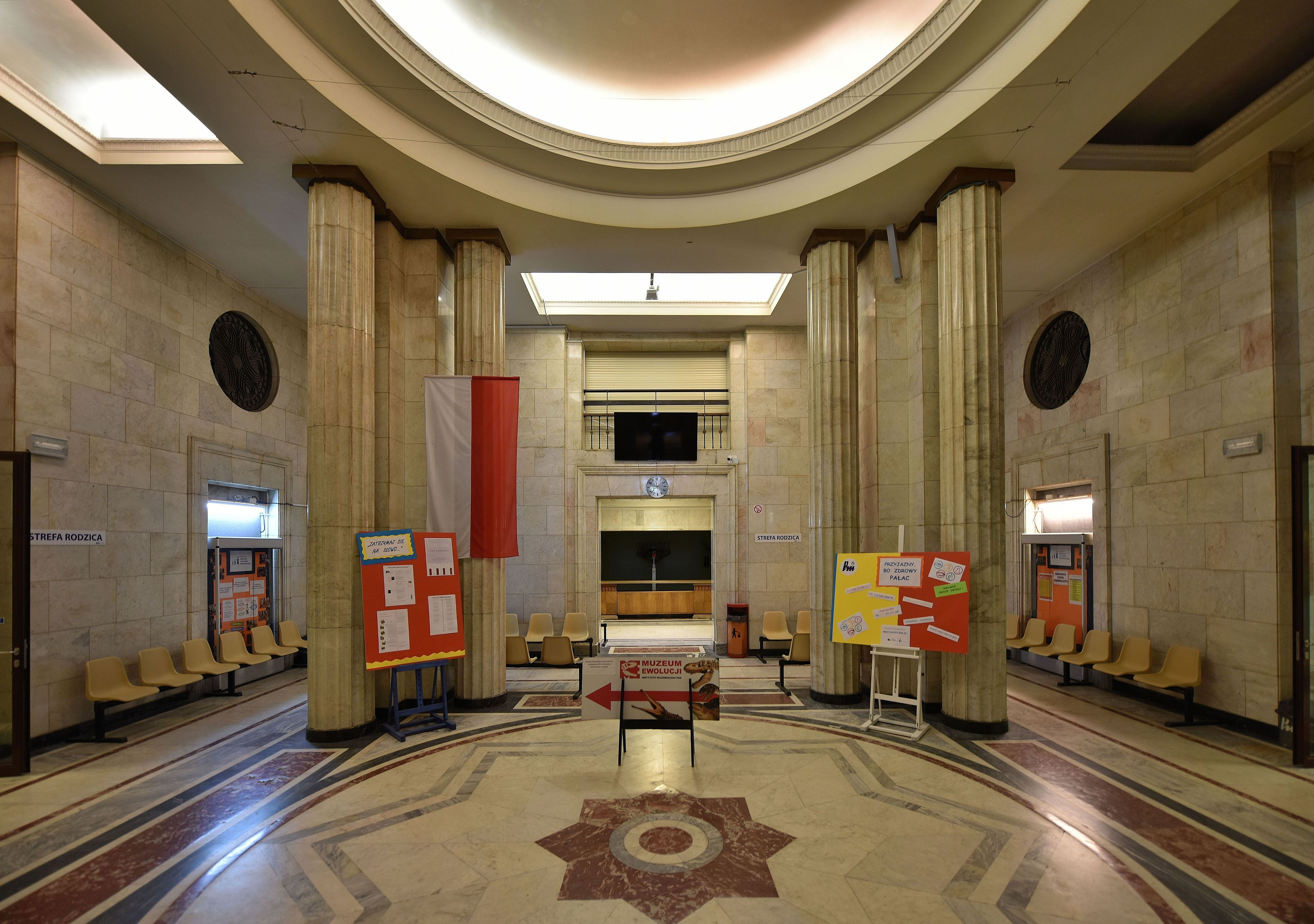
Hol Pałacu Młodzieży

Pałac Młodzieży w Warszawie – placówka wychowania pozaszkolnego mieszcząca się w Pałacu Kultury i Nauki w Warszawie pod adresem plac Defilad 1.
Pałac Młodzieży zajmuje północno-zachodnią część gmachu, z wejściem od strony ul. Świętokrzyskiej.

## Historia
Pałac Młodzieży w Warszawie jako placówka wychowania pozaszkolnego rozpoczął działalność 5 kwietnia 1955 roku. Z założenia miał skupiać dzieci wyróżniające się dobrymi wynikami w nauce i wzorowym zachowaniem, jednak z czasem formuła ta została zmieniona i zaczęto przyjmować dzieci chcące rozwijać swoje zainteresowania, przy czym średnia ocen nie była decydująca. 
W 1958 wprowadzono 3 odznaki Pałacu Młodzieży: Brązową, Srebrną i Złotą.
W 2000 Pałac tworzyło około 5000 dziewcząt i chłopców w wieku od 6 do 19 lat, instruktorów-wychowawców, 89 innych pracowników oraz liczne grono byłych wychowanków. Do tego czasu w zajęciach Pałacu Młodzieży wzięło udział około 270 000 dzieci i młodzieży. 
Corocznie odbywają się w czasie wakacji obozy w stałym ośrodku Pałacu w Pieczarkach, nad jeziorem Dargin w gminie Pozezdrze.

## Kierownictwo
- Dyrektor Pałacu Młodzieży: Bartłomiej Krynicki
- Zastępca Dyrektora: Robert Mikita
- Wicedyrektor ds. Pedagogicznych: Katarzyna Gromek-Sieczkowska
- Wicedyrektor ds. Pedagogicznych: Anna Kepal
- Wicedyrektor ds. Pedagogicznych: Magdalena Jelonek

## Obecnie działające sekcje
- Fotografia
- Informatyka
- Języki obce
  - Klub języka angielskiego
  - Klub języka niemieckiego
  - Klub języka francuskiego
  - Klub języka hiszpańskiego
- Matematyka i informatyka
- Robotyka
- Klub Młodego Odkrywcy
- Modelarstwo
  - Pracownia podstaw modelarstwa
  - Pracownia modelarstwa lotniczego
  - Pracownia modelarstwa ogólnego i szkutniczego
- Muzyka
  - Pracownia gitar
  - Pracownia keyboardów
  - Pracownia wokalna
- Plastyka
  - Pracownia malarstwa
  - Pracownia ceramiki
  - Pracownia rysunku
  - Pracownia tkaniny artystycznej
  - Pracownia batiku
  - Pracownia grafiki
  - Pracownia sztuki dekoracyjnej
- Pływanie 
  - Pracownia skoki do wody
  - Pracownia pływanie synchroniczne
  - Pracownia pływania
  - Pracownia aqua aerobiku
  - Pracownia ratownictwa wodnego
- Sport
  - Pracownia gimnastyki artystycznej
  - Pracownia akrobatyki
  - Pracownia podstaw sportu:
  - Szermierka
  - Pracownia tenisa stołowego
  - Pracownia gier zespołowych
  - Pracownia kulturystyki i fitness
- Taniec
  - Pracownia tańca towarzyskiego "Styl"
  - Latino Solo
  - Pracownia tańca jazzowego "Mirage"
  - Pracownia tańca nowoczesnego
  - Pracownia tańca klasycznego (balet)
  - Pracownia tańca jazzowego "New Folk"
  - Tańce Świata
- Teatr
  - Akademia Młodego Aktora
  - Kreatywne aktorstwo
  - Kierunek Broadway - "MAŁE MUSICALE"
  - Kierunek Broadway - Broadway Dance

## Ośrodek Warszawskiego Pałacu Młodzieży w Pieczarkach
Ośrodek powstał w 1961 jako placówka wypoczynkowa dla uczestników zajęć Pałacu. Zajmuje powierzchnię 22 hektarów, na której znajduje się szereg obiektów wypoczynkowych, z których korzystają w trakcie zajęć obozowicze. 
Spędzają czas na zajęciach kajakowych, żeglarskich, rowerowych i sportowych. Na terenie placówki znajdują się boiska do piłki nożnej, ręcznej, siatkówki i koszykówki, tor rowerowy oraz 5 świetlic.
Wszyscy uczestnicy podzieleni są na obozy pod względem wieku. Mieszkają w 5-6-osobowych namiotach. Obozy składają się na turnus nazywany LAMĄ (skrótowiec od Lato Mazurskie), który jest numerowany (w roku 2010 odbyły się turnusy 137, 138, 139).
Dzień składa się z trzech bloków zajęć przedzielonych posiłkami. Nad każdym obozem czuwa wychowawca-komendant, natomiast na zajęciach instruktorzy kadry SPEC.

## Odznaki
Koncepcję odznaki opracował i wprowadził ówczesny dyrektor Pałacu Młodzieży Jerzy Berek w roku 1958. 
Kiedyś kandydat musiał zdobyć pięć sprawności z sześciu możliwych:
- umiejętności pływania
- fotografowania
- tańca towarzyskiego
- informatyki
- żeglarstwa
- znajomości języka obcego,

W 2020 roku zmieniono zasady i obecnie kandydaci do Złotej Odznaki opracowują projekt, którego efekty prezentują Komisji Odznaki Pałacu Młodzieży w trakcie Tygodnia projektów, który odbywa się w pierwszej połowie marca. Komisja ocenia projekty biorąc pod uwagę przydatność zaproponowanego projektu dla pałacowej społeczności.
Pałac Młodzieży przyznaje trzy rodzaje odznak:
- Małą Odznakę Pałacu Młodzieży (10-14 lat)
- Złotą Odznakę Pałacu Młodzieży (od 13 roku życia)
- Honorową Odznakę,

Honorowa Odznaka Pałacu Młodzieży przyznawana jest osobom, które przyczyniły się do rozwoju Pałacu lub pracownikom, którzy mają szczególne zasługi dla rozwoju placówki.